# Derek Bell (coureur)

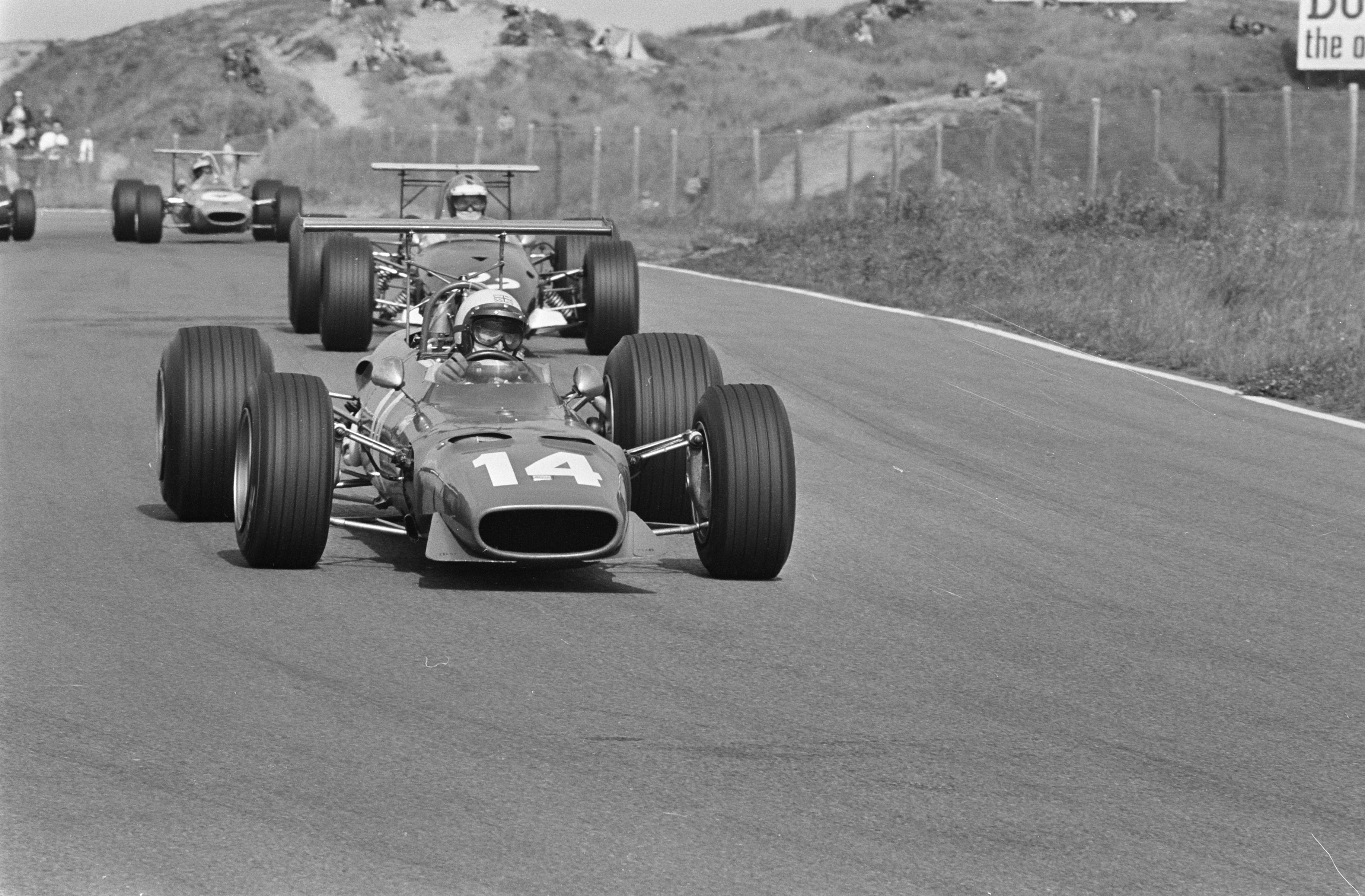
Derek Bell in een Ferrari tijdens de Grote Prijs van Nederland 1968.

Derek Reginald Bell (Pinner, Middlesex, 31 oktober 1941) is een voormalig autocoureur uit Engeland die vijf maal de 24 uur van Le Mans won. Hij reed tussen 1968 en 1974 ook 16 Formule 1-races voor de teams Ferrari, McLaren, Surtees en Tecno, waarin hij 1 WK-punt scoorde. Bell kreeg ook de onderscheiding van de Orde van het Britse rijk.
Derek Bell won twee World Sportscar Championship titels in 1985-86, de 24 Uur van Daytona drie maal in 1986-87 en 1989 en Le Mans vijf keer in 1975, 1981, 1982, 1986 en 1987. Bij de meeste Le Mans overwinningen was Bell teamgenoot van Jacky Ickx in een van de Porsche 936en Porsche 956/Porsche 962 modellen. Ickx/Bell wordt tegenwoordig gezien als een van de bekendste teamgenoten in motorsport historie.
Bell was een van de vele coureurs die deelnamen aan het filmen van Le Mans (1970), de film over de iconische race waarin Steve McQueen een hoofdrol speelt. Tijdens het filmen had Bell een ongeluk met een  Ferrari 512. De Ferrari 512 waarin hij reed vloog plotseling in brand terwijl Bell bezig was de auto te positioneren voor een shot van de auto. Bell wist uit de auto te klimmen voordat hij compleet in brand vloog. Tijdens dit ongeluk liep Bell lichte brandwonden op. De auto was zwaar beschadigd maar werd later herbouwd.

## Le-Mans deelnames

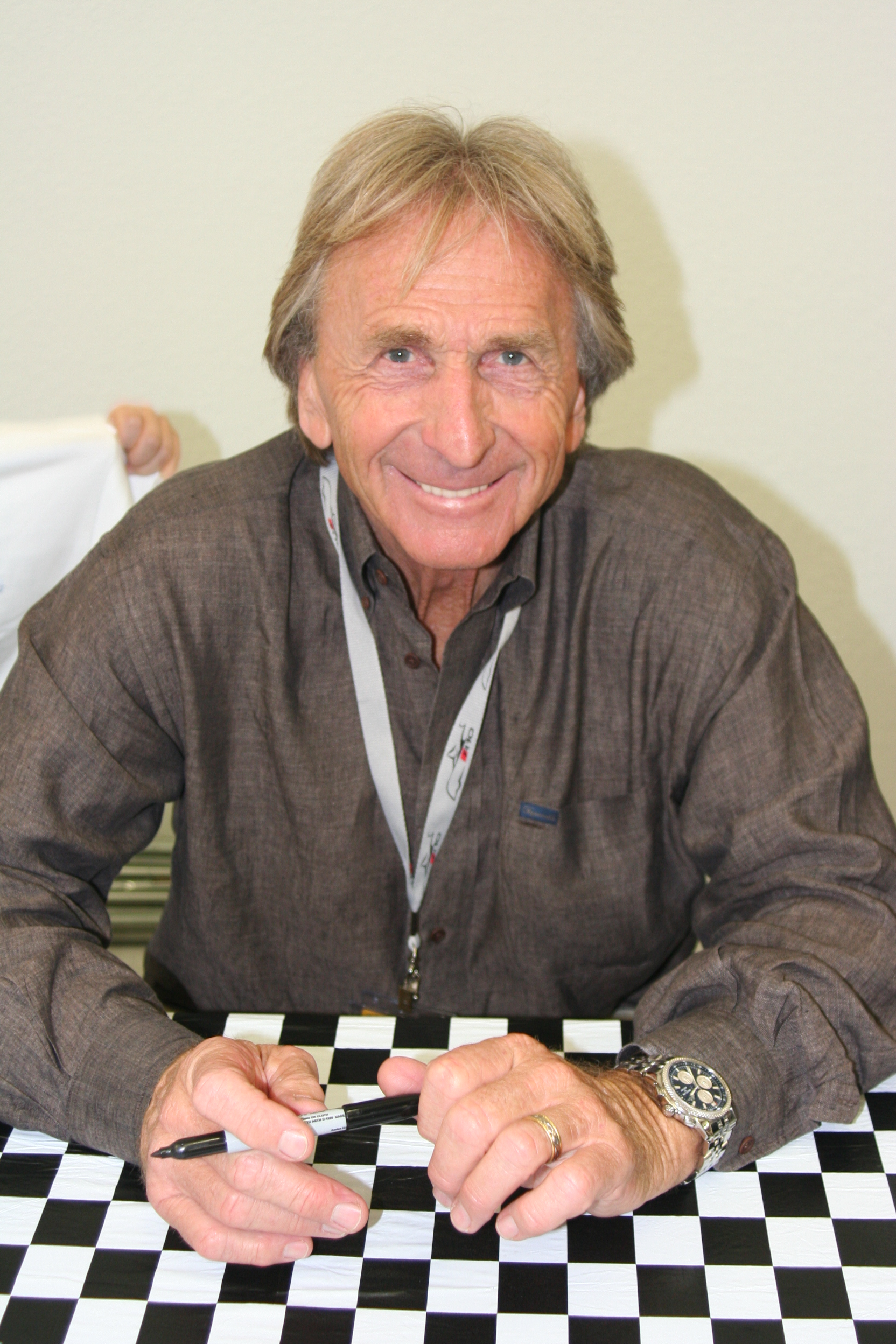
Derek Bell in 2008.

| Jaar | Team                            | Auto                | Teamgenoot                | Teamgenoot         | Uitslag         | Uitval reden           |
| ---- | ------------------------------- | ------------------- | ------------------------- | ------------------ | --------------- | ---------------------- |
| 1970 | ITA SpA Ferrari SEFAC           | Ferrari 512S        | SWE Ronnie Peterson       |                    | Uitgevallen     | Motorschade            |
| 1971 | GBR John Wyer Automotive        | Porsche 917LH       | SUI Jo Siffert            |                    | Uitgevallen     | Krukas                 |
| 1972 | BEL Ecurie Francorchamps        | Ferrari 365 GTB4    | BEL Teddy Pilette         | GBR Richard Bond   | Rang 8          |                        |
| 1973 | GBR Gulf Research Racing        | Mirage M6           | NZL Howden Ganley         |                    | Uitgevallen     | Oliepomp               |
| 1974 | GBR Gulf Research Racing        | Gulf GR7            | GBR Mike Hailwood         |                    | Rang 4          |                        |
| 1975 | GBR Gulf Research Racing        | Gulf GR8            | BEL Jacky Ickx            |                    | Eindoverwinning |                        |
| 1976 | USA Grand Touring Cars Inc.     | Mirage GR8          | AUS Vern Schuppan         |                    | 5e              |                        |
| 1977 | FRA Team Renault Sport          | Alpine A442         | FRA Jean-Pierre Jabouille |                    | Uitgevallen     | Motorschade            |
| 1978 | FRA Team Renault Sport          | Alpine A442         | FRA Jean-Pierre Jarier    |                    | Uitgevallen     | Differentieel          |
| 1979 | GBR Grand Touring Cars Inc.     | Ford M10            | AUS Vern Schuppan         | GBR David Hobbs    | Uitgevallen     | Versnellingsbak schade |
| 1980 | GER Porsche Systems Engineering | Porsche 924 Carrera | USA Al Holbert            |                    | 13e             |                        |
| 1981 | GER Porsche Systems Engineering | Porsche 936         | BEL Jacky Ickx            |                    | Eindoverwinning |                        |
| 1982 | GER Rothmans Porsche AG         | Porsche 956         | BEL Jacky Ickx            |                    | Eindoverwinning |                        |
| 1983 | GER Rothmans Porsche AG         | Porsche 956         | BEL Jacky Ickx            |                    | 2e              |                        |
| 1985 | GER Rothmans Porsche AG         | Porsche 962C        | GER Hans-Joachim Stuck    |                    | 3e              |                        |
| 1986 | GER Rothmans Porsche AG         | Porsche 962C        | GER Hans-Joachim Stuck    | USA Al Holbert     | Eindoverwinning |                        |
| 1987 | GER Rothmans Porsche AG         | Porsche 962C        | GER Hans-Joachim Stuck    | USA Al Holbert     | Eindoverwinning |                        |
| 1988 | GER Porsche AG                  | Porsche 962C        | GER Hans-Joachim Stuck    | GER Klaus Ludwig   | 2e              |                        |
| 1989 | GBR Richard Lloyd Racing        | Porsche 962C GTI    | GBR James Weaver          | GBR Tiff Needell   | Uitgevallen     | Brand                  |
| 1990 | GER Joest Racing                | Porsche 962C        | GER Hans-Joachim Stuck    | GER Frank Jelinski | 4e              |                        |
| 1991 | GER Joest Racing                | Porsche 962C        | GER Hans-Joachim Stuck    | GER Frank Jelinski | 7e              |                        |
| 1992 | GBR ADA Engineering             | Porsche 962C GTI    | GBR Justin Bell           | GBR Tiff Needell   | 12e             |                        |
| 1993 | FRA Courage Compétition         | Courage C30         | FRA Lionel Robert         | FRA Pascal Fabre   | 10e             |                        |
| 1994 | GBR Gulf Oil Racing             | Kremer K8 Spyder    | GBR Robin Donovan         | GER Jürgen Lässig  | 6e              |                        |
| 1995 | GBR Harrods Mach One Racing     | McLaren F1 GTR      | GBR Justin Bell           | GBR Andy Wallace   | 3e              |                        |
| 1996 | GBR Harrods Mach One Racing     | McLaren F1 GTR      | FRA Olivier Grouillard    | GBR Andy Wallace   | 6e              |                        |